# Klessenbergtrieb
Der Klessenbergtrieb ist ein vom Landratsamt Münsingen am 31. Mai 1955 durch Verordnung ausgewiesenes Landschaftsschutzgebiet auf dem Gebiet der Gemeinde Pfronstetten im Landkreis Reutlingen in Baden-Württemberg.

## Lage und Beschreibung
Das 12,8 Hektar große Landschaftsschutzgebiet liegt etwa 1,5 km nordöstlich des Pfronstettener Ortsteils Aichelau in den Gewannen Klessenberg und Klessenbergtrieb. Es gehört zum Naturraum Mittlere Flächenalb.
Geologisch stehen die Formationen der Unteren Massenkalke des Oberjuras an.
Das Landschaftsschutzgebiet ist infolge der Nutzungsaufgabe heute überwiegend durch Sukzession oder Aufforstung bewaldet.